# آلبرشت فون هالر
آلبرت فون هالر (۱۶ اکتبر ۱۷۰۸–۱۲ دسامبر ۱۷۷۷) کالبدشناس، فیزیولوژیست، تاریخ‌طبیعی‌دان و شاعر سوئیسی بود. از او که یکی از دانش‌آموزان هرمان بوئرهاو بود غالباً به عنوان «پدر فیزیولوژی مدرن» نام برده می‌شود.

## زندگی
او در یک خانوادهٔ قدیمی سوئیسی و در برن متولد شد. به علت بیماری‌های مختلف ناشی از ورزش‌های پسرانه او توانست تمرکز بیشتری بر روی ذهن خود داشته باشد. گفته می‌شود که در سن چهارسالگی او کتاب مقدس را می‌خواند و به خدمتکاران پدرش می‌آموخت. قبل از اینکه ده‌ساله شود یک مدل گرامر زبان آرامی و واژگان یونانی و عبری ایجاد کرد.